# 8723 Азумаяма
8723 Азумаяма (8723 Azumayama) — астероїд головного поясу, відкритий 23 вересня 1996 року.
Тіссеранів параметр щодо Юпітера — 3,586.